# Südwestpfalz-Tour
Die Südwestpfalz-Tour ist ein insgesamt 60 Kilometer langer Radweg in Rheinland-Pfalz. Sie erhielt ihren Namen, da sie durch die gleichnamige Region, größtenteils vor allem durch den gleichnamigen Landkreis verläuft.

## Verlauf
Die Südwestpfalz-Tour beginnt im Weiler Johanniskreuz und führt anschließend in südwestliche Richtung. Der Radweg passiert nacheinander die Nordflanke des Steinberg und die Nordflanke des Hahnenberg. Anschließend führt er mitten durch Heltersberg, danach verläuft er durch den Süden der Gemarkung von Geiselberg, ohne das Siedlungsgebiet des Ortes zu berühren. Danach erreicht er Waldfischbach-Burgalben, um entlang des Klapperbach den Pfälzerwald zu verlassen und in die Sickinger Höhe einzutreten. Danach führt er durch Hermersberg und Weselberg.
Schließlich überquert er die Bundesautobahn 62 und streift den südlichen Ortsrand von Harsberg. Anschließend verläuft die Südwestpfalz-Tour mitten durch Saalstadt, Wallhalben, Schmitshausen und Battweiler. Schließlich führt er entlang des Auerbachs und erreicht er das Gebiet der kreisfreien Stadt Zweibrücken. Zunächst passiert er den Stadtteil Oberauerbach, danach Niederauerbach und anschließend entlang des Schwarzbach die Zweibrücker Kernstadt. Westlich des Zweibrücker Hauptbahnhofes überquert er die Bahnstrecke Landau–Rohrbach. führt danach entlang der Bundesautobahn 8, um an der Grenze zwischen Rheinland-Pfalz und dem Saarland zu enden.

## Besonderheiten
Innerhalb der Stadt Zweibrücken ist der Verlauf der Südwestpfalz-Tour größtenteils mit dem der Rheinland-Pfalz-Radroute identisch und innerhalb von Waldfischbach-Burgalben mit der Pfälzerwald-Tour.